# Émetteur d'Olsztyn-Pieczewo

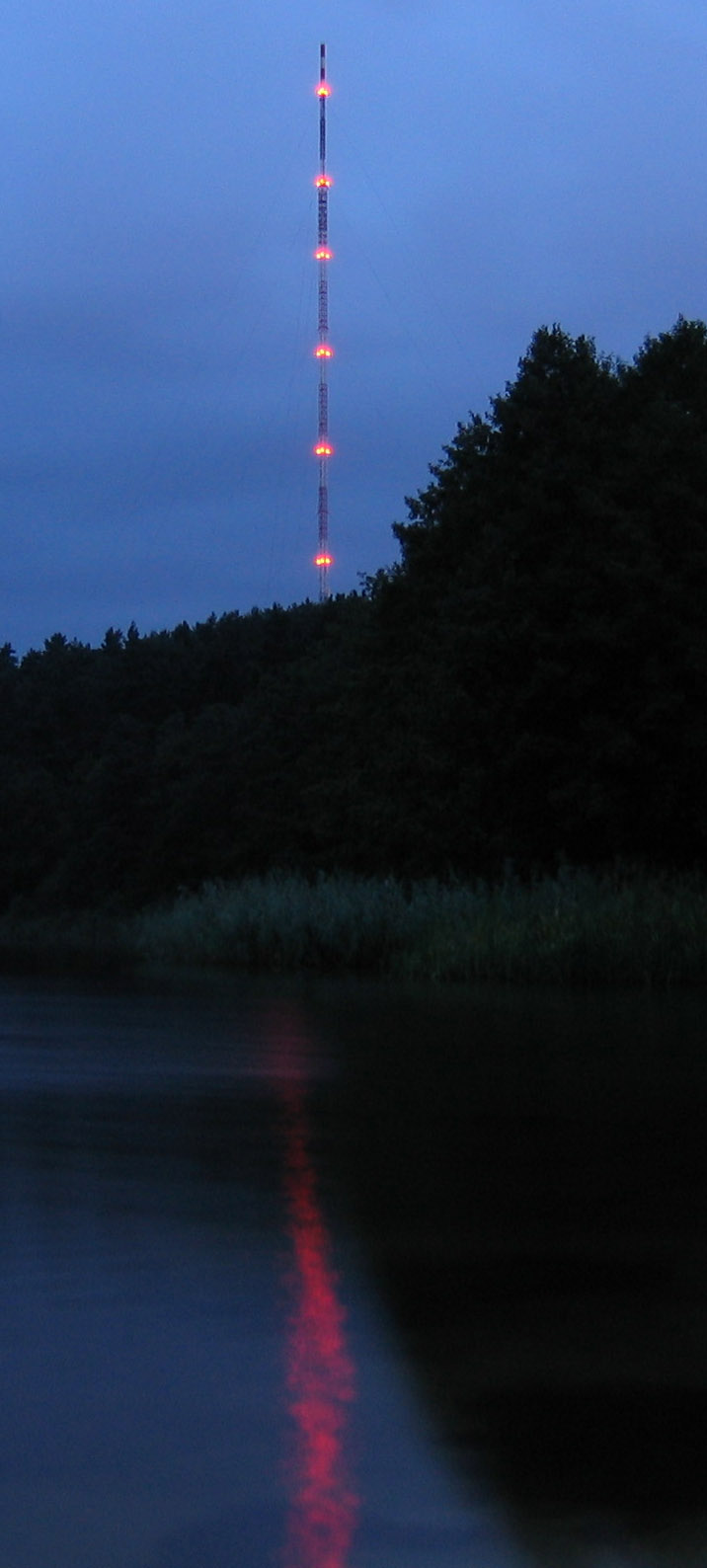
L'émetteur d'Olsztyn-Pieczewo la nuit

L'Emetteur d'Olsztyn-Pieczewo est une installation pour l'émission des programmes radiophoniques — en ondes ultracourtes — et  télévisés située au quartier Pieczewo à Olsztyn en Pologne.
Il utilise comme antenne un mât haubané d'une hauteur de 359 mètres, qui est, depuis l'effondrement de la tour de transmission de Radio Varsovie à Konstantynów, la construction la plus haute de Pologne.
Le mât a été construit en 1969.

## Programmes télévisés
| Program                                                | Frequency  | Channel Number | Transmission Power |
| ------------------------------------------------------ | ---------- | -------------- | ------------------ |
| TVP1 Telewizja Polska S.A.                             | 199,25 MHz | 9              | 100 kW             |
| TVP3 Olsztyn Telewizja Polska S.A. Oddział w Olsztynie | 487,25 MHz | 23             | 1 kW               |
| TVP2 Telewizja Polska S.A.                             | 511,25 MHz | 26             | 400 kW             |
| TVN TVN S.A.                                           | 631,25 MHz | 41             | 1 kW               |
| TV 4 Polskie Media S.A.                                | 767,25 MHz | 58             | 1 kW               |
| POLSAT Telewizja Polsat S.A.                           | 783,25 MHz | 60             | 100 kW             |

## Programmes radiophoniques
| Program                                                                              | Frequency  | Transmission Power |
| ------------------------------------------------------------------------------------ | ---------- | ------------------ |
| Radio Plus Olsztyn Archidiecezja Warmińska                                           | 88,10 MHz  | 0,50 kW            |
| Radio ESKA Olsztyn Radio ESKA S.A.                                                   | 89,90 MHz  | 0,50 kW            |
| Radio ZET Gold Olsztyn Radio Warmia-Mazury WA-MA S.A.                                | 90,50 MHz  | 0,40 kW            |
| Chilli ZET "Radiostacja" Sp. z o.o.                                                  | 91,90 MHz  | 0,50 kW            |
| PR1 Polskie Radio S.A.                                                               | 93 MHz     | 30 kW              |
| PR2 Polskie Radio S.A.                                                               | 93,70 MHz  | 2 kW               |
| Vox FM Radio Eska Rock S.A.                                                          | 94,70 MHz  | 0,50 kW            |
| RMF FM Radio Muzyka Fakty Sp. z o.o.                                                 | 95,30 MHz  | 60 kW              |
| PR4 Polskie Radio S.A.                                                               | 97,90 MHz  | 0,10 kW            |
| PR3 Polskie Radio S.A.                                                               | 99,10 MHz  | 120 kW             |
| Radio Olsztyn Polskie Radio - Regionalna Rozgłośnia w Olsztynie "Radio Olsztyn" S.A. | 103,20 MHz | 120 kW             |
| Radio ZET Radio ZET Sp. z o.o.                                                       | 105,70 MHz | 20 kW              |
| Radio Maryja Prowincja Warszawska Zgromadzenia O.O. Redemptorystów                   | 107,70 MHz | 20 kW              |